# Модели скульптур Микеланджело
Микеланджело начинал работу над своими скульптурами, как правило, с зарисовок пером или сангиной общей композиции, а также отдельных деталей. После этого мастер лепил из воска или глины небольшие эскизы — боццетти.
По сообщению Джорджо Вазари, что более чем пятиметровая статуя Давида была высечена из мрамора по восковой модели, размер которой не превышал 30 см[в].
Бенвенуто Челлини утверждал, что, иногда Микеланджело делал модели такого же размера, как и будущая статуя, и он видел большие модели ризницы церкви Святого Лоренцо. В письмах и записках Микеланджело утверждал, что между 1524 и мартом 1526 года он завершил для капеллы Медичи четыре большие модели скульптур Джулиано и Лоренцо II Медичи, четырёх времён суток и двух речных богов. Из крупных моделей сохранился только Речной бог (Каза Буонарроти).
На картине Яна Брейгеля Старшего и Питера Пауля Рубенса «Аллегория зрения» изображены четыре модели Микеланджело — Ночь, капеллы Медичи, Умирающий раб и Утро, которые размещены на полке над шкафом с бюстами.

## Вопрос достоверности
Гравюра Агостино Винециано, современника Микеланджело, изображает учащихся скульптурной мастерской, изучающих небольшие глиняные модели статуй. Модели статуй известных скульпторов ценили очень высоко. Известно, что Микеланджело подарил некоторые из своих боццетто, хотя большинство уничтожил перед смертью.
В. Н. Лазарев считал, что только 10—12 моделей могут считаться действительно аутентичными. По мнению других исследователей (среди них — Шарль де Тольнай), только модели в коллекции музея «Каза Буонарроти» являются авторскими.

## Коллекции моделей по музеям

### Каза Буонарроти
В основном коллекция музея была собрана его основателем, Микеланджело Буонарроти (младшим), который пытался найти как можно больше вещей, которые касались его дяди. Таким образом, вполне возможно, что все 19 небольших восковых и глиняных моделей в музее являются работами самого Микеланджело. В 1911 году их исследовал Эрик Маклаген (англ. Eric Maclagan), который отметил, что в то время ни одного списка этих моделей, кроме записей Генри Тоде, не было опубликовано.
| № п/п | Название                                                         | Изображение | Создано                    | Материал             | Размеры (В х Ш х Г)           | Примечания |
| ----- | ---------------------------------------------------------------- | ----------- | -------------------------- | -------------------- | ----------------------------- | --- |
| 1     | Обнаженный мужчина (итал. Nudo virile I)                         |             | ок. 1501—1503 (1504?)      | воск                 | 49 см (19,5 дюймов)           | авторство Микеланджело под вопросом возможно, копия с работы Микеланджело                                         |
| 2     | Мужской торс (итал. Torso virile I)                              |             | ок. 1513 (1534—1536)       | терракота            | 23 см (9,5 дюймов)            | |
| 3     | Мужской торс ІІ (итал. Torso virile II)                          |             | ок. 1513 (1530?)           | глина                | 22,5 см (8,5 дюймов)          | модель для скульптуры Пробуждающийся раб                                                                          |
| 4     | Обнаженная женщина (итал. Nudo femminile)                        |             | ок. 1513—1532 (1525—1530?) | глина                | 35 см (13,5 дюймов)           | сохранилась плохо                                                                                                 |
| 5     | Боццетто для «Речного бога» (итал. Bozzetto per un Dio fluviale) |             | ок. 1524 (1540?)           | воск                 | ? см х 22 см (9 дюймов)       | или «Раба» |
| 6     | Речной бог (итал. Dio fluviale)                                  |             | ок. 1524                   | дерево, глина, пакля | ? см х 180 см (? х 70 дюймов) | возможно, что скульптура предназначалась для капеллы Медичи. Считалась работой Бартоломео Амманати                |
| 7     | Двое бойцов (итал. Due lottatori)                                |             | ок. 1525 (1528?)           | глина                | 41 см (16,5 дюймов)           | также называется «Геркулес и Какус» или «Победа» единственная многофигурная модель, которая сохранилась           |
| 8     | Обнаженный мужчина ІІ (итал. Nudo virile I)                      |             | ок. 1540 (1504?)           | воск                 | 54 см (21,5 дюймов)           | возможно, копия работы Микеланджело (XVI в.)                                                                      |
| 9     | Боццетто для «Распятия» (итал. Bozzetto per un crocifisso)       |             | ок. 1562                   | глина                | 20,5 см                       | Авторство Микеланджело под вопросом, хотя и признано де Тольнай в 1965 году как «поздняя работа Великого Мастера» |
| 10    | Святой Иероним (итал. San Girolamo)                              |             |                            | воск                 |                               | Модель приписывается Микеланджело                                                                                 |

### Музей Виктории и Альберта
| № п/п | Название                                                                | Изображение | Создано       | Материал  | Размеры (В х Ш х Г) | Примечания                                                                                 |
| ----- | ----------------------------------------------------------------------- | ----------- | ------------- | --------- | ------------------- | ------------------------------------------------------------------------------------------ |
| 1     | Модель для статуи «Молодой раб» (итал. Bozzetto per lo Schiavo giovane) |             | ок. 1516—1519 | воск      | 17,6 х 5 х 6,5 см   | из коллекции Герардини (итал. Gherardini)                                                  |
| 2     | Модель для аллегорической фигуры «Ночь» (итал. Notte)                   |             | ок. 1524      | терракота | 21,7 х 26,7 см      | Значительные повреждения спины модели, отсутствует правая рука ниже локтя и правая стопа   |
| 3     | Модель для аллегорической фигуры «Утро» (итал. Aurora)                  |             | ок. 1524      | терракота | 17,8 см х 21,8 см   | Значительные повреждения спины модели, несколько отличная поза                             |
| 4     | Правая рука Христа (итал. Pietà)                                        |             | ок. 1498      | терракота | ? х 26,7 см         | У Христа с скульптурной группы Пьета рука более согнута в запястье                         |
| 5     | Правая кисть Моисея (итал. Mosè)                                        |             | ок. 1513      | терракота | ? х 19,2 см         | По Генри Тоду — копия со статуи, хотя другие исследователи считают её работой Микеланджело |

### Британский музей
Эти две модели были приобретены Каза Буонарроти.
| № п/п | Название                                                               | Изображение | Создано  | Материал  | Размеры (В х Ш х Г)         | Примечания                                              |
| ----- | ---------------------------------------------------------------------- | ----------- | -------- | --------- | --------------------------- | ------------------------------------------------------- |
| 1     | Восковой эскиз для «Речного бога» (итал. Bozzetto per un Dio fluviale) |             | ок. 1525 | воск      | ? см х 12 см (? х 5 дюймов) | Предварительный эскиз для Речного бога                  |
| 2     | Мужской торс (итал. Torso virile)                                      |             | ок. 1530 | терракота | 29 см (11,5 дюймов)         | позже был покрашен в зелёный цвет и восстановлен воском |

### Хьюстонский музей изящных искусств
Эта модель происходит из коллекции Перси Штрауса (англ. Percy Strauss), которую он и его жена передали музею. Сама работа была приобретена в 1938 году на аукционе «Кристис», когда была проведена распродажа коллекции фон Прауна.
| № п/п | Название                                               | Изображение | Создано  | Материал  | Размеры (В х Ш х Г) | Примечания                                                                           |
| ----- | ------------------------------------------------------ | ----------- | -------- | --------- | ------------------- | ------------------------------------------------------------------------------------ |
| 1     | Модель для аллегорической фигуры «День» (итал. Giorno) |             | ок. 1524 | терракота | 17,8 см х 31,8 см   | Лицо фигуры полностью закончено, тогда как лицо Дня в капелле Медичи — незавершенное |

### Музей Ванкувера
В коллекцию музея входят 17 моделей, приобретенные в 1938 году на аукционе «Кристис». Первоначально эти модели входили в коллекцию фон Прауна.
| № п/п | Название                                                                                            | Изображение | Создано  | Материал  | Размеры (В х Ш х Г)         | Примечания                                                        |
| ----- | --------------------------------------------------------------------------------------------------- | ----------- | -------- | --------- | --------------------------- | ----------------------------------------------------------------- |
| 1     | Часть спины и левое бедро лежащей фигуры (англ. The Back Side and Left Thigh of a Reclining Figure) |             | ок. 1524 | терракота | 27,3 см диагональ — 30,7 см |                                                                   |
| 2     | Правая кисть «Утра» (англ. The Right Hand of Dawn)                                                  |             | ок. 1524 | терракота | 10,8 см                     |                                                                   |
| 3     | Права мужская рука (правая рука «Вечера») (англ. A Right Male Arm (The right arm of the «Evening»)) |             | ок. 1502 | терракота | 20,4 см                     |                                                                   |
| 4     | Левая рука, плечо и часть спины (англ. A Left Arm, Shoulder and Part of the Back)                   |             | ок. 1524 | терракота | 27,3 см диагональ — 30,7 см | возможно, тоже для Вечера                                         |
| 5     | Левая кисть «Ночи» (англ. The Left Hand of the Night)                                               |             | ок. 1524 | терракота | 7,8 см                      |                                                                   |
| 6     | Права согнутая нога Джулиано Медичи (англ. The Right Bent Leg of Giuliano de'Medici)                |             | ок. 1524 | терракота | 17,3 см                     |                                                                   |
| 7     | Права согнутая нога Джулиано Медичи (англ. The Right Bent Leg of Giuliano de'Medici)                |             | ок. 1514 | терракота | 13,5 см                     | предварительный эскиз                                             |
| 8     | Правая кисть Лоренцо II Медичи (англ. The Right Hand of Lorenzo de'Medici)                          |             | ок. 1524 | терракота | 12,2 см                     |                                                                   |
| 9     | Прямая правая нога (англ. A Straight Standing Leg)                                                  |             | ок. 1519 | терракота | 20,8 см                     |                                                                   |
| 10    | Торс юноши (англ. A Torso of a Youth)                                                               |             | ок. 1489 | терракота | 11,5 см                     |                                                                   |
| 11    | Стройная правая нога (англ. A Slender Right Leg)                                                    |             | ок. 1492 | терракота | 17,3 см                     | Правая нога Христа из Распятия церкви Санто-Спирито               |
| 12    | Стройная левая нога (англ. A Slender Left Leg)                                                      |             | ок. 1498 | терракота | 16,8 см                     | Левая нога Христа из Ватиканской Пьеты                            |
| 13    | Прямая левая нога (англ. An Erect Standing Left Leg)                                                |             | ок. 1513 | терракота | 18,6 см                     | Первый эскиз для левой ноги Христа с крестом                      |
| 14    | Левая стопа и часть ноги (англ. A Left Foot with Part of the Leg)                                   |             | ок. 1513 | терракота | 7,8 см                      | Генри Тод считал, что эта стопа является частью предыдущей модели |
| 15    | Стиснутая права кисть (англ. A Clasping Right Hand)                                                 |             |          | терракота | 10,7 см                     | Является частью потерянной модели из коллекции фон Прауна         |
| 16    | Правое бедро, колено и часть тела мужчины (англ. A Right Thigh, Knee and Part of a Male Body)       |             |          | терракота | 23,5 см                     |                                                                   |
| 17    | Мужской торс (англ. A Torso of a Male)                                                              |             | ок. 1492 | терракота | 20,4 см                     |                                                                   |